# 莫斯 (北達科他州)
莫斯（英語：Mose）是位於美國北達科他州格里格斯縣的非建制地區。

## 歷史
莫斯的郵局於1904年設立，其後於1954年停運。

## 地理
莫斯所處的海拔為高於海平面468米（即1536英呎），而該地所採用的時區為UTC-6，即北美中部时区（CST）。同時該地設有夏令時間，為UTC-6調快一小時，即UTC-5（CDT）。